# Rantau Tijang (Pugung)
Rantau Tijang is een bestuurslaag in het regentschap Tanggamus van de provincie Lampung, Indonesië. Rantau Tijang telt 3031 inwoners (volkstelling 2010).